# 龙克罗勒
龙克罗勒（法語：Ronquerolles，法語發音：[ʁɔ̃kʁɔl] ⓘ）是法国法兰西岛大区瓦兹河谷省的一个市镇，位于该省北部偏东，属于蓬图瓦兹区。

## 地理
龙克罗勒（49°10'0"N, 2°13'28"E）面积4.74 平方千米，位于法国法蘭西島大區瓦兹河谷省，该省份为法国北部内陆省份，北起瓦兹省，西接厄尔省，南至塞纳-圣但尼省、上塞纳省和伊夫林省，东临塞纳-马恩省。
与龙克罗勒接壤的市镇（或旧市镇、城区）包括：贝勒埃格利斯、尚布利、瓦兹河畔香槟、埃杜维尔。

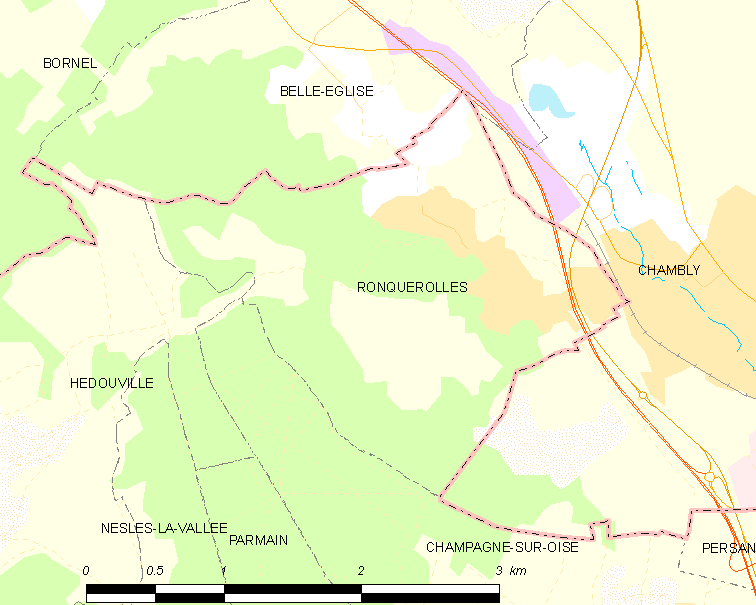
龙克罗勒的OSM定位图

龙克罗勒的时区为UTC+01:00、UTC+02:00（夏令时）。

## 行政
龙克罗勒的邮政编码为95340，INSEE市镇编码为95529。

## 政治
龙克罗勒所属的省级选区为利勒亚当县。

## 人口

1962-2008年间龙克罗勒人口变化图示

龙克罗勒于2022年1月1日时的人口数量为890人。